# Lee So-ra
Lee So-ra (이소라?, 李素羅?, I So-raLR, Yi SoraMR; Pusan, 29 dicembre 1969) è una cantante sudcoreana.
Ha esordito nel 1993 nel gruppo jazz Strange People, e pubblicato il suo primo album solista nel 1995. Ha vinto molteplici Korean Music Award, e il suo sesto album, Nunsseopdal, è considerato uno dei cento album coreani più belli di sempre. Dal 1996 al 2002 ha presentato un suo talk show sulla KBS, Lee So-ra's Proposal.

## Discografia

### Album in studio
- 1995 – Lee So-ra Vol. 1
- 1996 – Like in a Movie
- 1998 – About Sorrow and Anger
- 2000 – Flower
- 2002 – So-ra's 5 Diary
- 2004 – Nunsseopdal
- 2008 – Lee So-ra 7th Album
- 2014 – 8

### Raccolte
- 1999 – Lee So-ra Best
- 2001 – Lee So-ra Live
- 2010 – My One and Only Love

### Singoli
- 2018 – October Lover (feat. Roy Kim)
- 2019 – Song Request (feat. Suga)

## Riconoscimenti
- Korean Music Award[6]
  - 2005 – Musicista dell'anno
  - 2010 – Miglior album pop per Lee So-ra 7th Album
  - 2010 – Miglior canzone pop per Track8